# Hisatada Otaka
Hisatada Otaka (født 26. september 1911 i Tokyo , Japan, død 16. februar 1951) var en japansk komponist, dirigent og lærer.
Otaka studerede komposition og direktion i Wien hos bl.a. Joseph Marx og Felix Weingartner.
Han har skrevet en symfoni, orkesterværker, en fløjtekoncert, kammermusik etc.
Hisatada Otaka er fader til dirigenten Taadaki Otaka.

## Udvalgte værker
- Symfoni nr. 1 (1948) - for orkester
- Sinfonietta (1937) - for strygeorkester
- Cellokoncert (1943) - for cello og orkester
- Fløjtekoncert (1951) - for fløjte og orkester
- 2 Japanske suiter (1936, 1939) - for orkester
- 2 strygekvartetter (1938, 1943)